# Kremmen
Kremmen is een gemeente in de Duitse deelstaat Brandenburg, gelegen in de Landkreis Oberhavel. De stad telt 7.700 inwoners.
In 1236 werd in Kremmen het Verdrag van Kremmen getekend. 

## Geografie
Kremmen heeft een oppervlakte van 206,01 km² en ligt in het oosten van Duitsland.

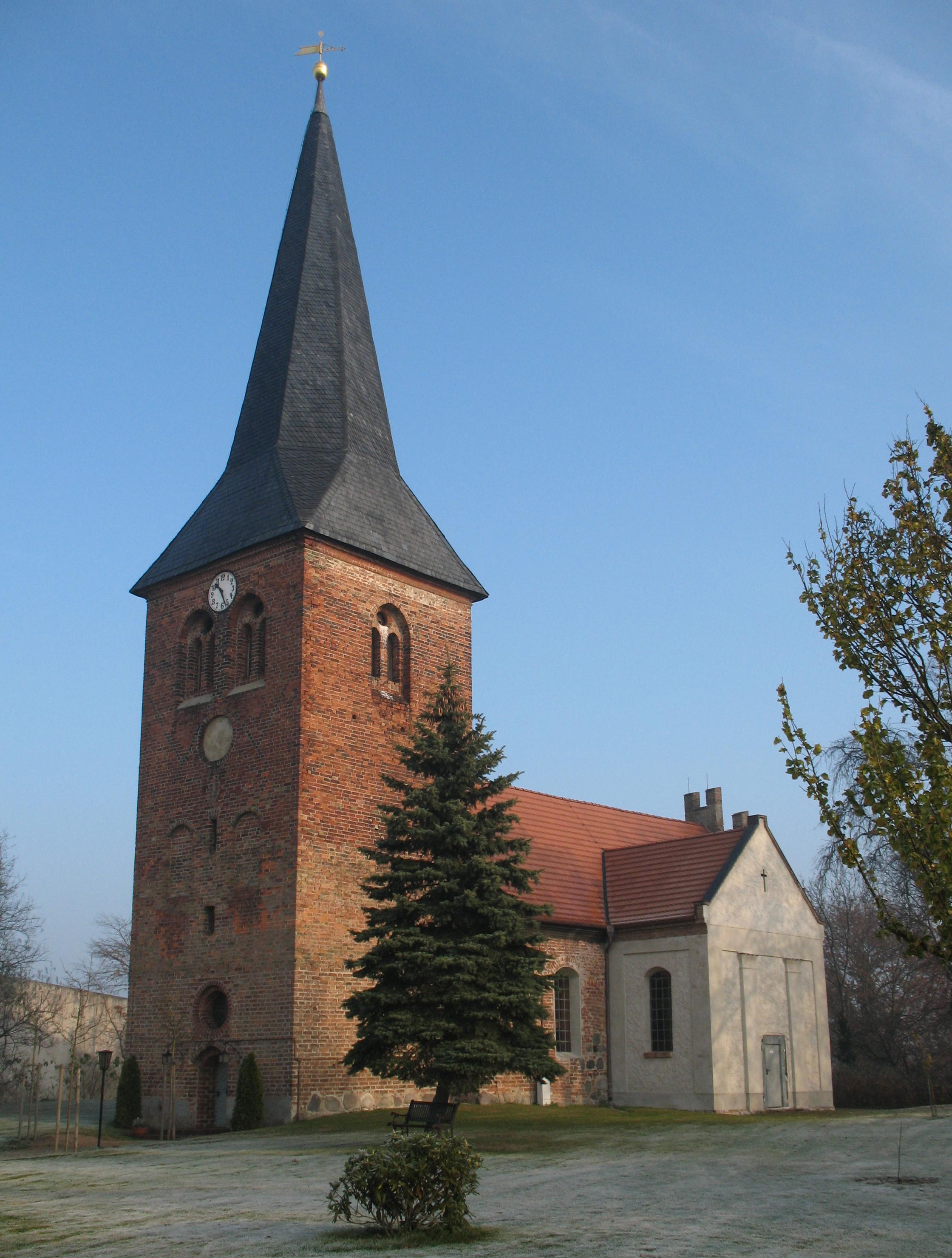
Kerk in Flatow

Birkenwerder ·
Fürstenberg/Havel ·
Glienicke/Nordbahn ·
Gransee ·
Großwoltersdorf ·
Hennigsdorf ·
Hohen Neuendorf ·
Kremmen ·
Leegebruch ·
Liebenwalde ·
Löwenberger Land ·
Mühlenbecker Land ·
Oberkrämer ·
Oranienburg ·
Schönermark ·
Sonnenberg ·
Stechlin ·
Velten ·
Zehdenick